# Płetenyj Taszłyk
Płetenyj Taszłyk (ukr. Плетений Ташлик) – wieś na Ukrainie, w obwodzie kirowohradzkim, w rejonie nowoukraińskim, w hromadzie Złynka. W 2001 liczyła 1603 mieszkańców, spośród których 1512 wskazało jako ojczysty język ukraiński, 28 rosyjski, 45 mołdawski, 1 węgierski, 10 białoruski, 4 ormiański, a 3 inny.